# Список глав государств в 1140 году
Список глав государств в 1139 году — 1140 год — Список глав государств в 1141 году — Список глав государств по годам

## Азия
- Аббасидский халифат — Аль-Муктафи Лиамриллах, халиф (1136—1160)
- Анатолийские бейлики —
  - Артукиды — 
    - Рукн ад-Даула Дауд ибн Сокмен, эмир (Хисн Кайф) (1109—1144)
    - Темюр-таш, эмир (Мардин) (1122—1152)

  - Данишмендиды — Мухаммад, эмир (1134—1142)
  - Иналогуллары — Илальди, эмир (1110 — 1142)
  - Менгджуки (Менгучегиды) — Дауд, бей (1120—1155)
  - Салтукиды — Салтук II, эмир (1132—1168)
  - Шах-Армениды — Сукман II Насир ад-дин , эмир (1128—1185)
- Антиохийское княжество — Констанция, княгиня (1130—1163)
- Армения —
  - Сюникское царство — Григор II Сенекеримян, царь (1096—1166)
- Восточно-Караханидское ханство — Ибрахим II Богра-хан, хан (1130—1156)
- Газневидское государство — Бахрам-шах, султан (1117—1157)
- Грузинское царство — Деметре I, царь (1125—1155, 1155—1156)
- Гуриды — Изз уд-Дин Хусайн, малик (1100—1146)
- Дайвьет — Ли Ан Тонг, император[англ.] (1138—1175)
- Дали (Дачжун) — Дуань Юй, король (1108—1147)
- Зангиды — Имад ад-Дин Занги, атабек Масула и Алеппо (1127—1146)
- Западно-Караханидское ханство — Махмуд-хан III, хан (1132—1141)
- Иерусалимское королевство — Мелисенда, королева (1131—1153)
- Ильдегизиды — Шамс ад-Дин Ильдегиз, великий атабек (1136—1175)
- Индия —
  - Венад[англ.] — Керала Варма I, махараджа[англ.] (1125—1145)
  - Восточные Ганги[англ.] — Анантаварман Чодагнга, царь (1078—1147)
  - Западные Чалукья[англ.] — Джагадекамалла II, махараджа (1138—1151)
  - Калачури[нем.] — Гайякарна, раджа[нем.] (1125—1152)
  - Качари — Бираджвай, царь (ок. 1125 — ок. 1155)
  - Кашмир (Лохара) — Джаясимха, царь[англ.] (1128—1155)
  - Пала — 
    - Кумарапала, царь (1130—1140)
    - Гопала III, царь (1140—1144)

  - Парамара[англ.] — Ясоварман, махараджа[англ.] (1134—1142)
  - Сена — Виджая Сена, раджа (1096—1159)
  - Соланки — Джаясимха Сиддхараджа, раджа (1093—1143)
  - Хойсала — Боттига Вашнувардхана, перманади (1108—1152)
  - Чандела — Маданаварман, раджа (1128—1165)
  - Чола — Кулоттунга Чола II, махараджа (1135—1150)
  - Ядавы (Сеунадеша) — Сингхана I, махараджа (1105—1145)
- Иран —
  -  Баванди — Али I, испахбад (1118—1142)
- Йемен —
  - Зурайиды — Мухаммад I, амир (1139—1153)
  - Наджахиды — Фатик III бин Мухаммад, амир (1137—1158)
  -  Хамданиды — Хатим III бин Ахмад, султан (1139—1161)
- Кедах — Муджафар Шах I, султан[англ.] (1136—1179)
- Кедири — Джаябхайя, раджа (ок. 1135 — ок. 1159)
- Китай — 
  -  Империя Сун  — Гао-цзун (Чжао Гоу), император (1127—1162)
  - Западное Ся — Жэнь-цзун (Ли Жэньсяо), император (1139—1193)
  - Каракитайское ханство (Западное Ляо) — Елюй Даши, гурхан (1124—1143)
  - Цзинь — Ваньянь Хэла (Си-цзун), император (1135—1149)
- Кхмерская империя (Камбуджадеша) — Сурьяварман II, император (1113—1150)
- Конийский (Румский) султанат — Масуд I, султан (1116—1156)
- Корея (Корё)  — Инджон, ван (1122—1146)
- Лемро — Кавлия, царь[англ.] (1133—1153)
- Паган — Ситу I, царь[англ.] (1112/1113—1167)
- Полоннарува — Гаджабаху II, царь (1132—1153)
- Сельджукская империя — Санджар, великий султан (1118—1153)
  - Дамасский эмират — 
    - Мухаммад Джамалуд-дин, эмир (1139—1140)
    - Абак Муджируд-дин, эмир (1140—1154)

  - Иракский султанат — Масуд ибн Мухамад, султан (1134—1152)
  - Керманский султанат — Арслан-шах I, султан (1101—1142)
- Сунда — Ланглангбхуми, махараджа (1064—1154)
- Графство Триполи — Раймунд II, граф (1137—1152)
- Тямпа — Джая Индраварман III, князь (1139—1145)
- Государство Хорезмшахов — Ала ад-Дин Атсыз, хорезмшах (1127—1156)
- Шеддадиды (Анийский эмират) — Шаддад ибн Махмуд, эмир (1131—1155)
- Ширван — Минучихр III Великий, ширваншах (1120—1160)
- Эдесское графство — Жослен II, граф (1131—1150)
- Япония — Сутоку, император (1123—1142)

## Африка
- Альморавиды — Али ибн Юсуф, эмир (1106—1143)
- Альмохады — Абд аль-Мумин, халиф (1130—1163)
- Гана — 
  - Гане, царь (1130—1140)
  - Муса, царь (1140—1160)
- Гао — 
  - Али Кар, дья (ок. 1120 — ок. 1140)
  - Бере Фолоко, дья (ок. 1140 — ок. 1170)
- Зириды — Аль-Хасан ибн Али, эмир (1121—1163)
- Канем — Дунама II, маи (1098—1150)
- Килва — Давуд ибн Сулейман, султан (1131—1170)
- Макурия — Георгий IV, царь (ок. 1130 — ок. 1158)
- Нри[англ.] — Намоке, эзе[англ.] (1090—1158)
- Фатимидский халифат — Аль-Хафиз Лидиниллах, халиф (1130—1149)
- Хаммадиды — Яхья ибн Абд аль-Азиз, султан (1121—1152)
- Эфиопия — Гебре Мескель Лалибела, император (1119—1159)

## Европа
- Англия — Стефан, король (1135—1141, 1141—1154)
- Венгрия — Бела II Слепой, король (1131—1141)
- Венецианская республика — Пьетро Полани, дож (1130—1148)
- Византийская империя — Иоанн II Комнин, император (1118—1143)
- Дания — Эрик III, король (1137—1146)
- Ирландия — Тойрделбах Уа Конхобайр, верховный король (1119—1156)
  - Айлех — Муйрхертах Мак Лохлайнн, король (1136—1143, 1145—1166)
  - Десмонд — Доннхад Маккарти, король (1127, 1138—1143)
  - Дублин — Ранвальд Торгильссон, король (1136—1141)
  - Коннахт — Тойрделбах Уа Конхобайр, король (1106—1156)
  - Лейнстер — Диармайт Мак Мурхада, король (1126—1171)
  - Миде — Мурхад мак Домнайлл Уа Маэл Сехлайнн, король (1106—1127, 1130—1143)
  - Томонд — Конхобар мак Диармайта, король (1118—1142)
  - Ольстер — Ку Улад мак Конхобайр мак Донн Слейбе, король (1131—1157)
- Испания —
  - Ампурьяс — Понс II, граф (ок. 1116 — ок. 1154)
  - Арагон — Петронила, королева (1137—1164)
  - Барселона — Рамон Беренгер IV, граф (1131—1162)
  - Кастилия и Леон — Альфонсо VII, король (1126—1157)
  - Майорка (тайфа) — Мухаммад I, эмир (1126—1156)
  - Наварра — Гарсия IV Восстановитель, король (1134—1150)
  - Пальярс Верхний — Артау (Артальдо) III, граф (ок. 1124 — ок. 1167)
  - Пальярс Нижний — Арнау Миро I, граф (1124—1174)
  - Португалия — Афонсу I Великий, король (1139—1185)
  - Прованс — Беренгер Раймонд, граф (1131—1141)
  - Сарагоса (тайфа) — Ахмад III ал-Мунстансир, эмир (1119—1142)
  - Урхель — Эрменгол VI, граф (1102—1154)
- Италия —
  - Апулия и Калабрия — Рожер III, герцог (1134—1148)
  - Гаэта — 
    - Ричард III, герцог[англ.] (1121—1140)
    - в 1140 году вошла в состав Сицилийского королевства

  - Сицилия — Рожер II, король (1130—1154)
  - Таранто — Вильгельм Злой, князь (1138—1144)
- Киевская Русь (Древнерусское государство) — Всеволод Ольгович, великий князь Киевский (1139—1146)
  -  Владимиро-Суздальское княжество — Юрий Владимирович Долгорукий, князь (1113—1149, 1151—1157)
  -  Волынское княжество — Изяслав Мстиславич, князь (1135—1141, 1149—1151)
  -  Галичское княжество — Иван Василькович, князь (1124—1141)
  -  Городенское княжество — Всеволодко, князь (1116—1141)
  -  Звенигородское княжество — Иван Ростиславич Берладник, князь (1128—1144)
  -  Муромское княжество — Юрий Ярославич, князь (1129—1143)
    -  Рязанское княжество — Святослав Ярославич, князь (1129—1143)
    -  Пронское княжество — Ростислав Ярославич, князь (1129—1143)

  -  Новгород-Северское княжество — Игорь Ольгович, князь (1139—1146)
  -  Новгородское княжество — 
    - Ростислав Юрьевич, князь (1138—1140, 1141—1142)
    - Святослав Ольгович, князь (1136—1138, 1140—1141)

  -  Перемышльское княжество — Владимир Володаревич, князь (1128—1141)
  -  Переяславское княжество — Андрей Владимирович Добрый, князь (1135—1141)
  -  Полоцкое княжество — Василько Святославич, князь (1132—1144)
    -  Витебское княжество — Всеслав Василькович, князь (1132—1162, 1175—1178, ок. 1181 — 1186)
    -  Друцкое княжество — Рогволод Борисович, князь (1127—1129, 1140—1144, 1158—1159, 1162 — ок. 1171)

  -  Псковское княжество — Святополк Мстиславич, князь (1138—1148)
  -  Смоленское княжество — Ростислав Мстиславич, князь (1127—1159)
  -  Теребовльское княжество — Ростислав Василькович, князь (1124 — ок. 1141)
  -  Туровское княжество — Вячеслав Владимирович, князь (1127—1132, 1134—1142, 1143—1146)
  -  Черниговское княжество — Владимир Давыдович, князь (1139—1151)
- Норвегия — 
  - Сигурд II, король (1136—1155)
  - Инги I Горбун, король (1136—1161)
- Папская область — Иннокентий II, папа римский (1130—1143)
- Польша — Владислав II Изгнанник, князь-принцепс (1138—1146)
  - Великопольское княжество — Мешко, князь[англ.] (1138—1179, 1181—1202)
  - Сандомирское княжество — Владислав II Изгнанник, князь (1138—1146)
  - Силезское княжество — Владислав II Изгнанник, князь[англ.] (1138—1146)
  - Мазовецкое княжество — Болеслав Кудрявый, князь[англ.] (1138—1173)
- Померания — Ратибор I, князь (1135—1156)
- Священная Римская империя — Конрад III, король Германии (1138—1152)
  - Австрийская (Восточная) марка — Леопольд IV, маркграф (1136—1141)
  - Бавария — Леопольд Австрийский, герцог (1139—1141)
  - Баден — Герман III, маркграф (1130—1160)
  - Бар — Рено I, граф (1105—1149)
  - Берг — Адольф II (IV), граф (1106—1160)
  - Верхняя Лотарингия — Матье I, герцог (1139—1176)
  - Вюртемберг — Конрад II, граф (1110—1143)
  - Гелдерн — Генрих I, граф (1131—1182)
  - Голландия — Дирк VI, граф (1121—1157)
  - Гольштейн — Генрих фон Бадевид, граф (1138—1142)
  - Каринтия — Ульрих I, герцог (1134—1144)
  - Клеве — Арнольд I, граф (1119—1147)
  - Лимбург — Генрих II, герцог (1139—1167)
  - Лувен — Готфрид II, граф (1139—1142)
  - Лужицкая (Саксонская Восточная) марка — Конрад I, маркграф (1136—1151)
  - Люксембург — Генрих IV Слепой, граф (1136—1196)
  - Мейсенская марка — Конрад Великий, маркграф (1124—1156)
  - Монбельяр — Тьерри II, граф (1105—1163)
  - Монферрат — Вильгельм V Старый, маркграф (ок. 1136 — 1191)
  - Намюр — Генрих I (Генрих IV Люксембургский), граф (1139—1189)
  - Нассау — Роберт I, граф (1123—1154)
  - Нижняя Лотарингия — Готфрид VI, герцог (1139—1142)
  - Ольденбург — Эгильмар II, граф (1108—1143)
  - Рейнский Пфальц — 
    - Вильгельм фон Балленштедт, пфальцграф (1129—1140)
    - Генрих IV Язомирготт, пфальцграф (1140—1141)

  - Саарбрюккен — Симон I, граф (1135—1182)
  - Савойя — Амадей III, граф (1103—1148)
  - Саксония — Альбрехт Медведь, герцог (1139—1142)
  - Салуццо — Манфред I, маркграф (1125—1175)
  - Северная марка — Альбрехт Медведь, маркграф (1134—1157)
  - Сполето — Ульрих, герцог (1139—1152)
  - Тюрингия — 
    - Людвиг I, ландграф (1131—1140)
    - Людвиг II Железный, ландграф (1140—1172)

  - Церинген — Конрад I, герцог (1122—1152)
  - Чехия — 
    - Собеслав I, князь (1125—1140)
    - Владислав II, князь (1140—1158)
    - Брненское княжество —  Вратислав, князь (1126—1129, 1130—1155)
    - Зноемское княжество — Конрад II, князь (1123 — ок. 1161)
    - Оломоуцкое княжество — 
      - Владислав, князь (1137—1140)
      - Ота III Детлеб, князь (1140—1160)

  - Швабия — Фридрих II, герцог (1105—1147)
  - Штирия (Карантанская марка) — Отакар III, маркграф (1129—1164)
  - Эно (Геннегау) — Бодуэн IV, граф (1120—1171)
  - Юлих — Герхард IV, граф (1128—1143)
- Сербия —
  - Дукля — Градинья, жупан (1131—1142)
  - Рашка — Урош I, великий жупан (1112—1145)
- Уэльс —
  - Гвинед — Оуайн ап Грифид, король (1137—1170)
  - Дехейбарт — Анарауд ап Грифид, король (1137—1143)
  - Поуис — Мадог ап Маредид, король (1132—1160)
- Франция — Людовик VII, король (1137—1180)
  - Аквитания — Алиенора, герцогиня (1137—1204)
    - Арманьяк — Жеро III, граф (1110—1160)

  - Ангулем — 
    - Вульгрин II, граф (1120—1140)
    - Гильом VI, граф (1140—1179)

  - Анжу — Жоффруа V Плантагенет, граф (1129—1151)
  - Блуа — Тибо IV Великий, граф (1102—1152)
  - Бретань — Конан III, герцог (1112—1148)
    - Нант — Конан III, граф (1112—1148)
    - Ренн — Конан III, граф (1112—1148)

  - Булонь — Матильда, графиня (1125—1152)
  - Бургундия (герцогство) — Гуго II Тихий, герцог (1103—1143)
  - Бургундия (графство) — Рено III, пфальцграф (1127—1148)
  - Вермандуа — Рауль I, граф (1102—1152)
  - Макон — Рено III, граф (1102—1148)
  - Невер — Гильом II, граф (1097—1148)
  - Нормандия — Стефан Английский, герцог (1135—1144)
  - Овернь — Роберт III, граф (ок. 1136 — 1147)
  - Прованс — Альфонс I Иордан Тулузский, маркиз (1112—1148)
  - Руссильон — Госфред III, граф (1113—1164)
  - Тулуза — Альфонс I Иордан, граф (1112—1148)
  - Фландрия — Тьерри Эльзасский, граф (1128—1168)
  - Фуа — Роже III, граф (1124—1148)
  - Шалон — Гильом I, граф (1113—1166)
  - Шампань — Тибо II, граф (1125—1152)
- Швеция — Сверкер I, король (1130—1156)
- Шотландия — Давид I Святой, король (1124—1153)

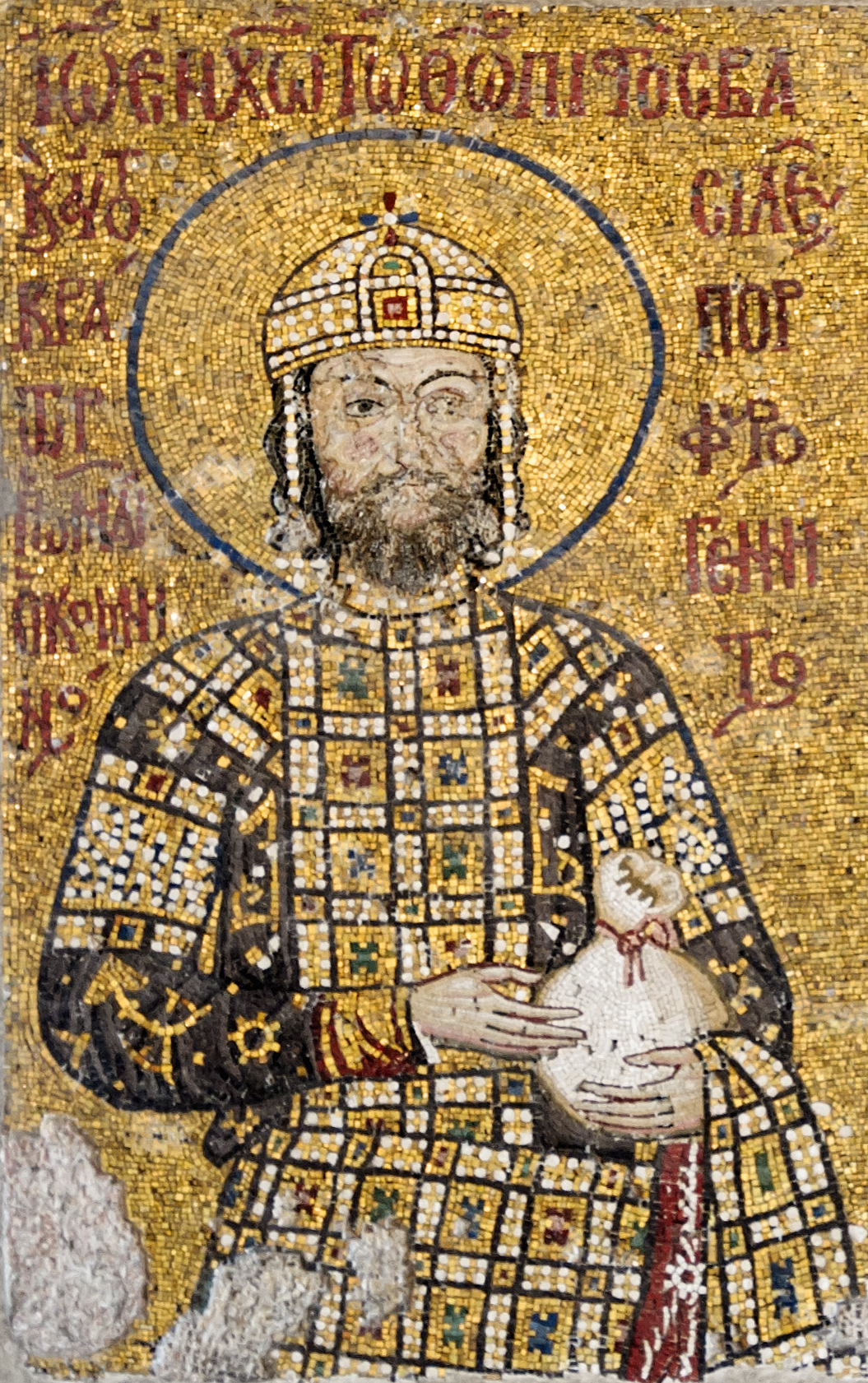
Иоанн II Комнин 1118—1143 Император Византии
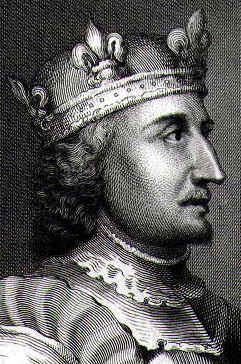
Стефан 1035—1154 Король Англии
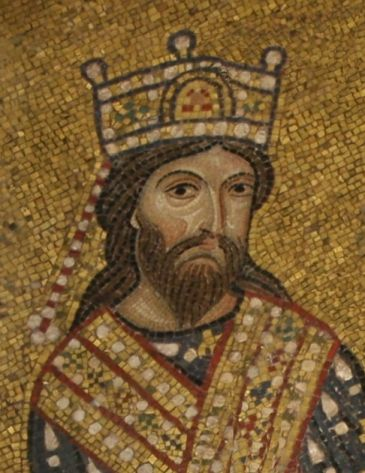
Рожер II 1130—1154 Король Сицилии
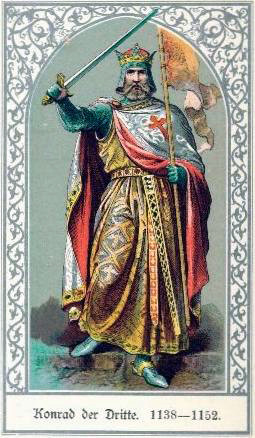
Конрад III 1138—1152 Король Германии
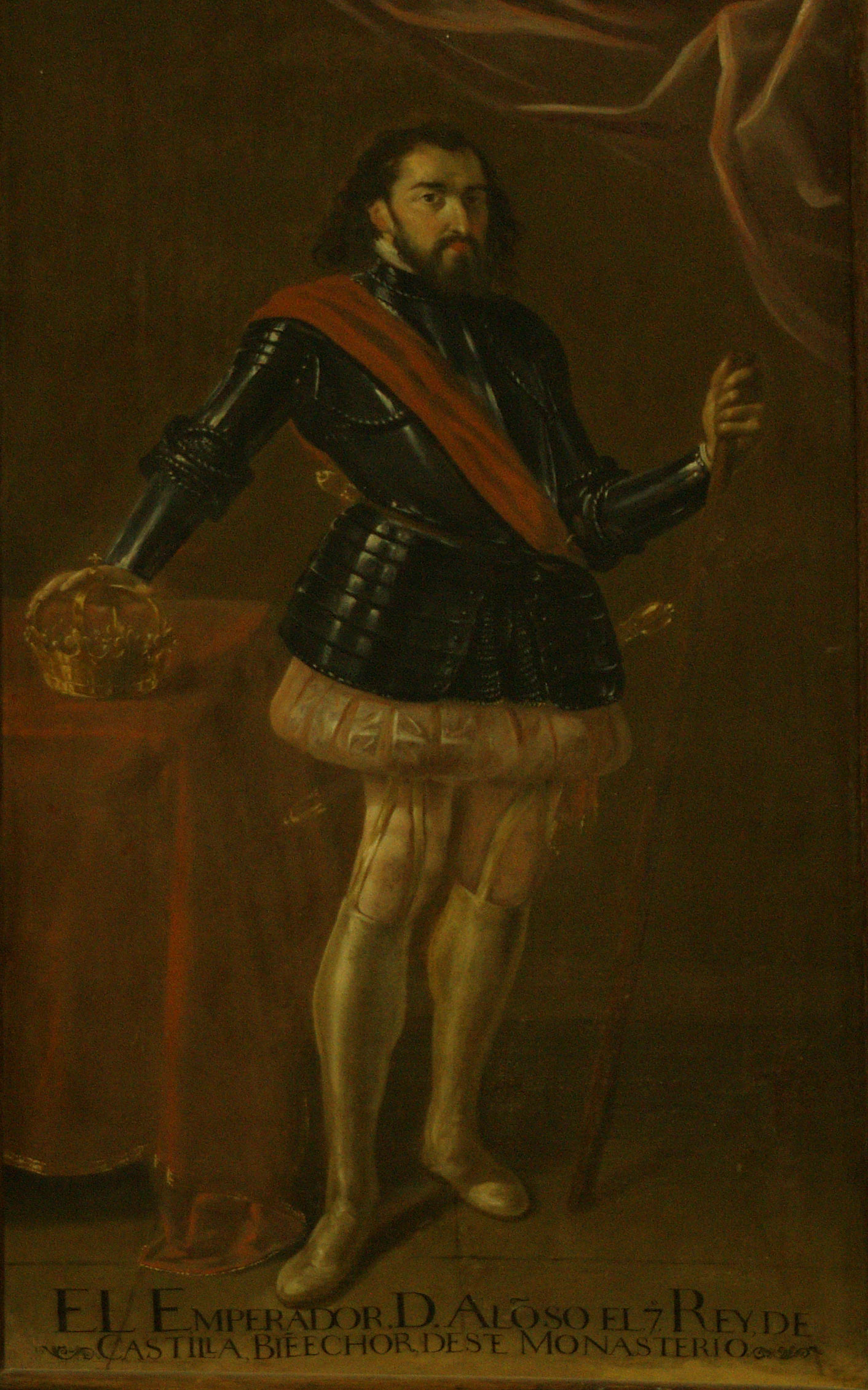
Альфонсо VII 1126—1157 Король Кастилии и Леона
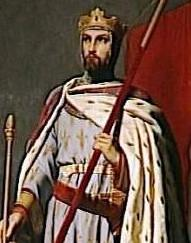
Людовик VII 1137—1180 Король Франции
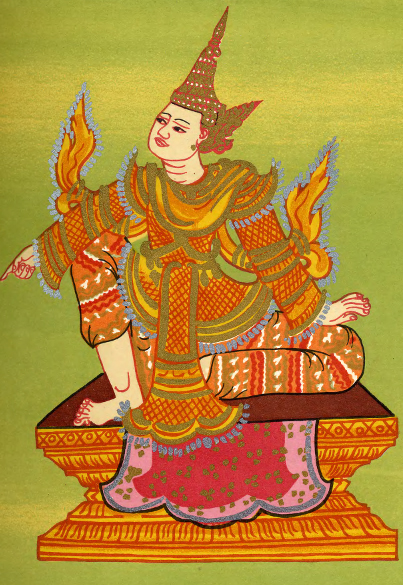
Ситу I 1112—1167 Царь Пагана
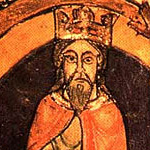
Давид I Святой 1124—1153 Король Шотландии
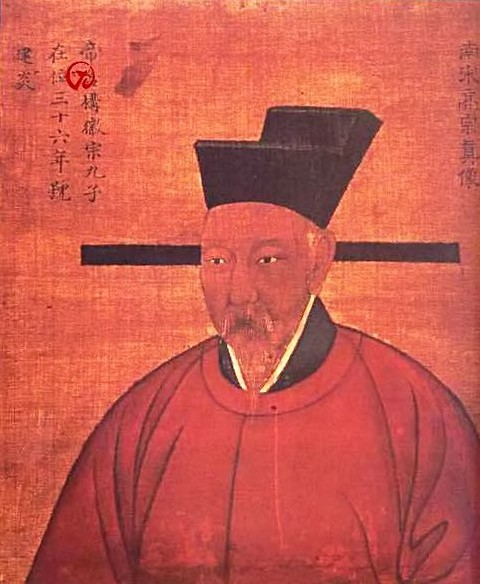
Гао-цзун 1027—1162 Император Китая
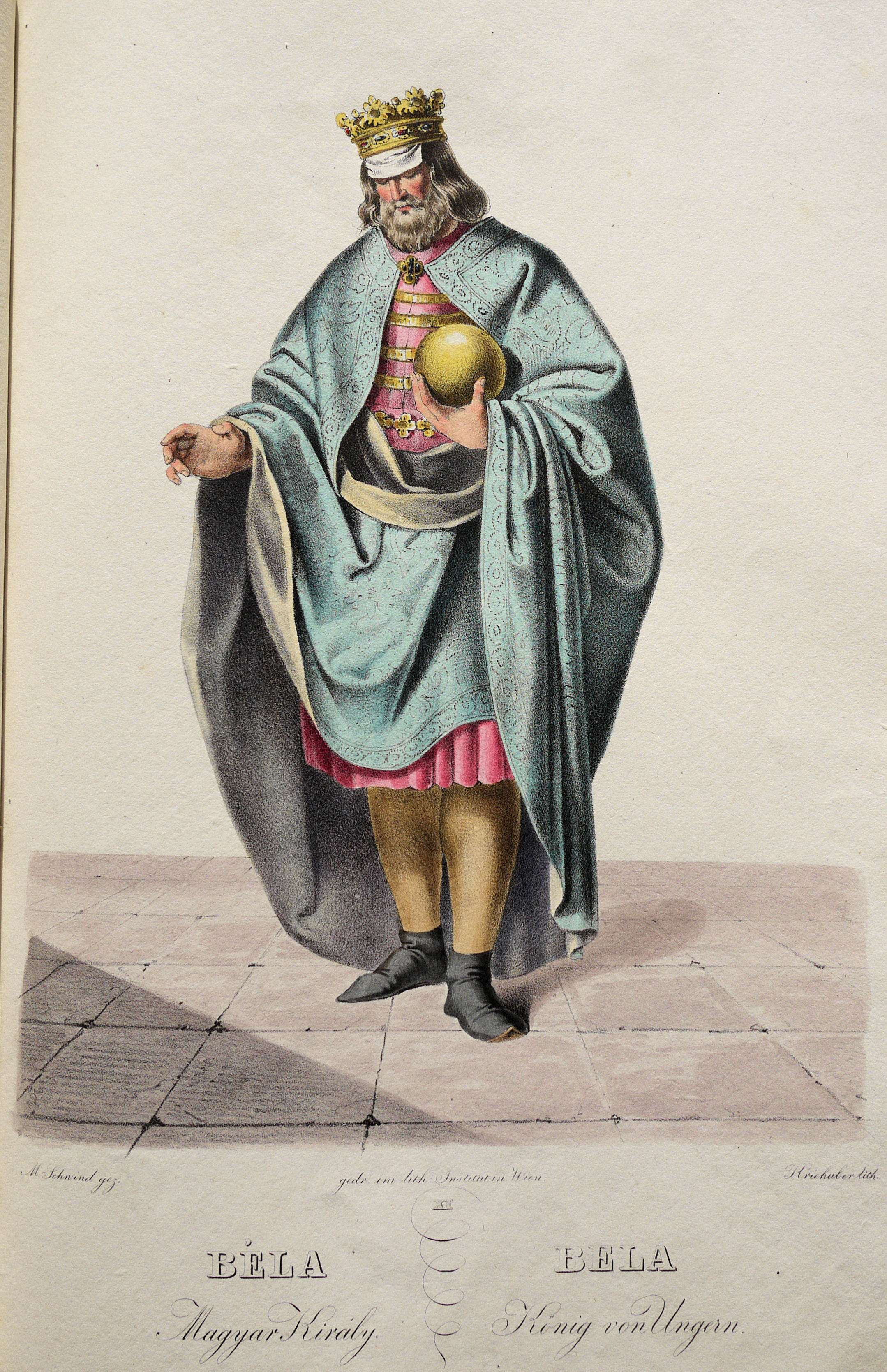
Бела II Слепой 1131—1141 Король Венгрии
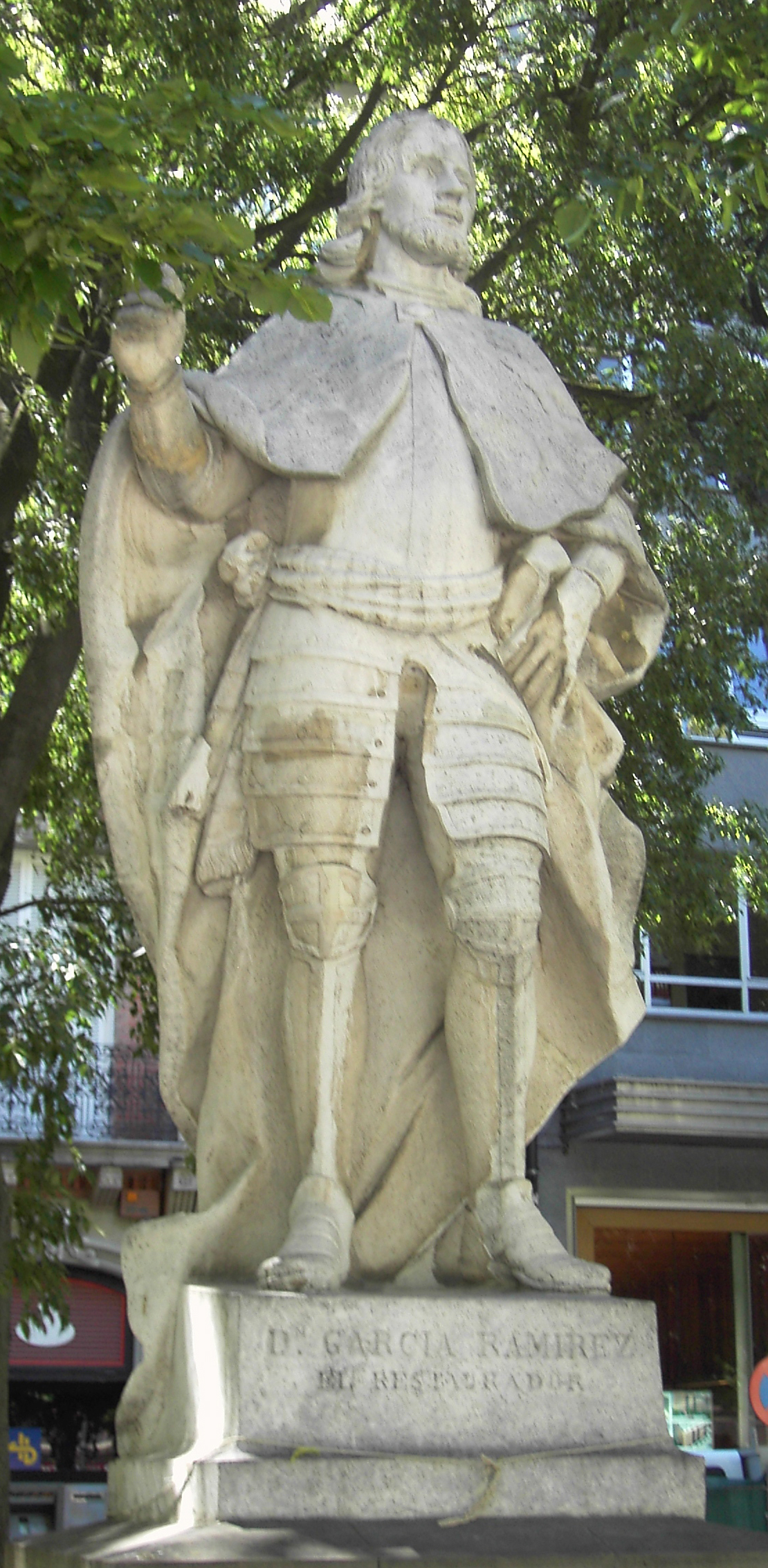
Гарсия IV Восстановитель 1134—1150 Король Наварры
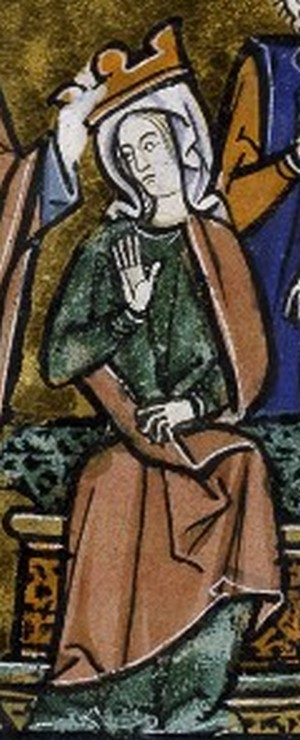
Мелисенда 1131—1153 Королева Иерусалима
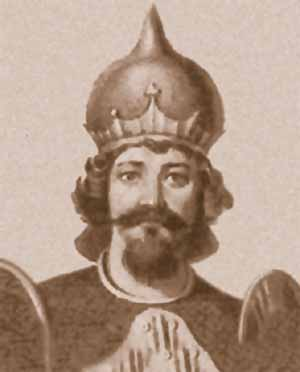
Всеволод Ольгович 1139—1146 Великий князь Киевский
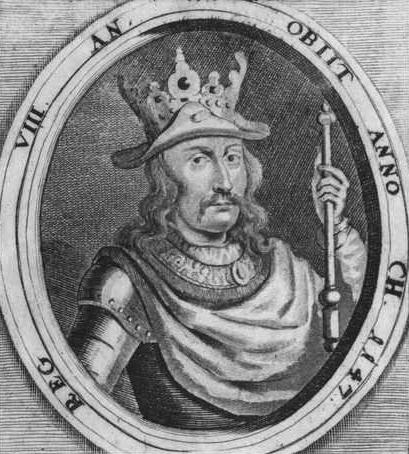
Эрик III 1137—1146 Король Дании
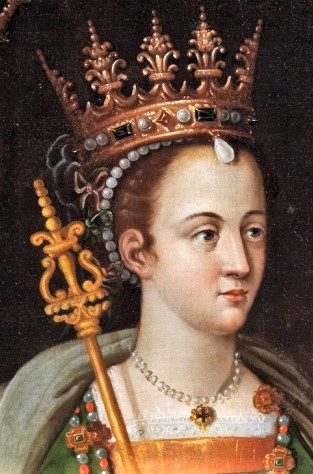
Петронилла 1137—1164 Королева Арагона
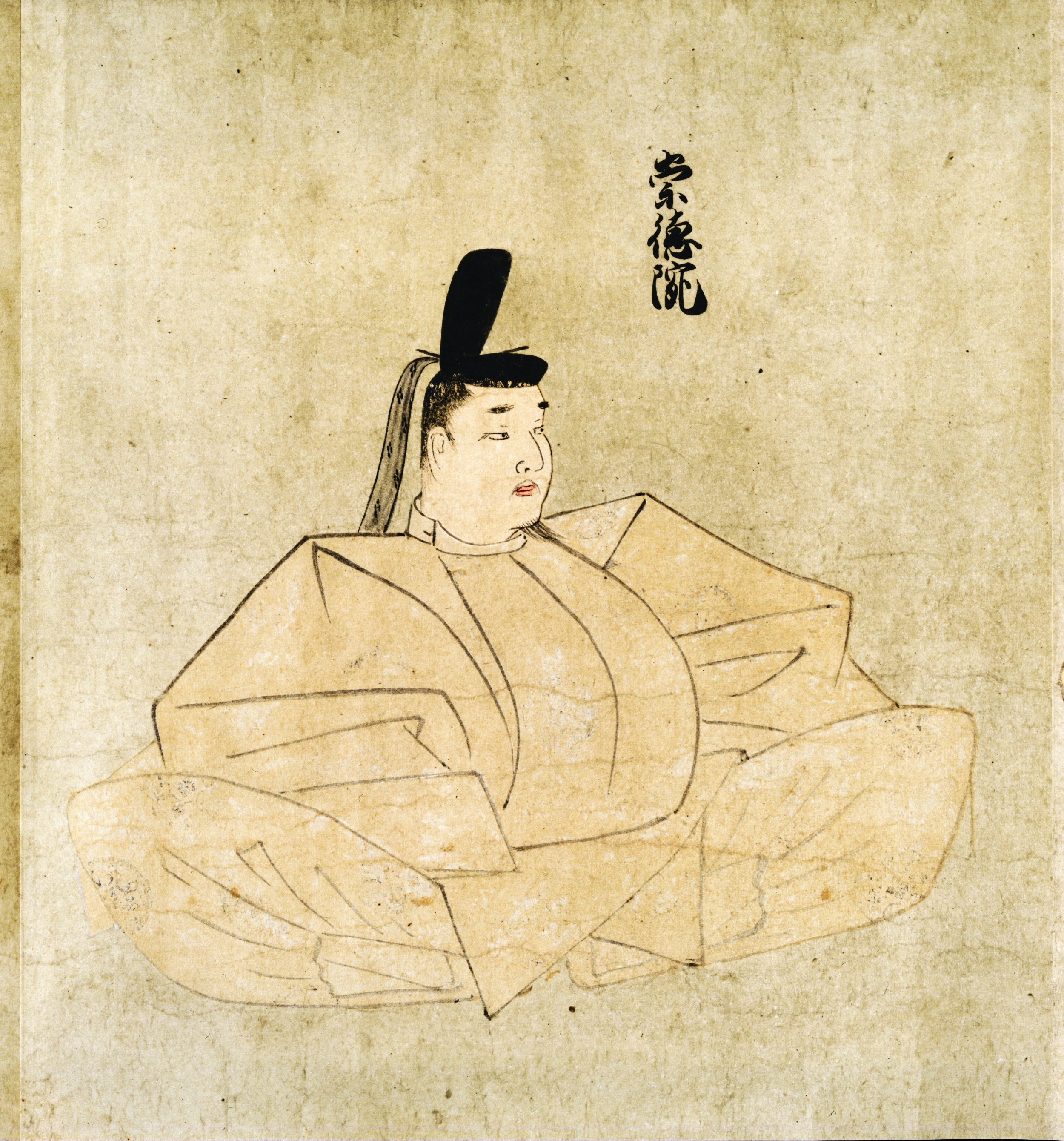
Сутоку 1123—1142 Император Японии
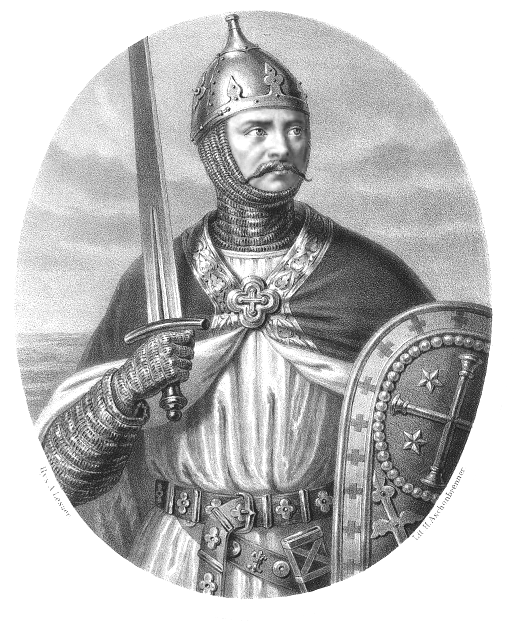
Владислав II 1138—1146 Князь-принцепс Польши
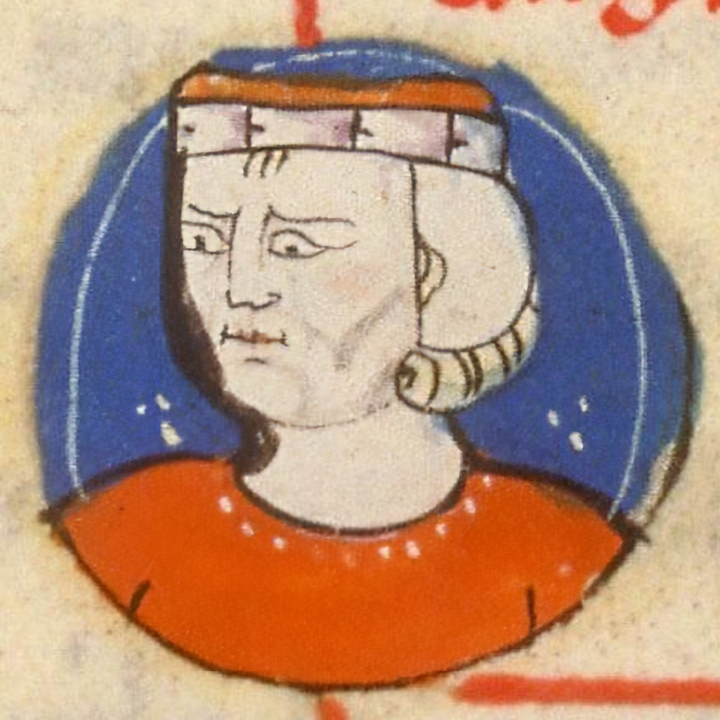
Тибо II Великий 1125—1152 Граф Шампани
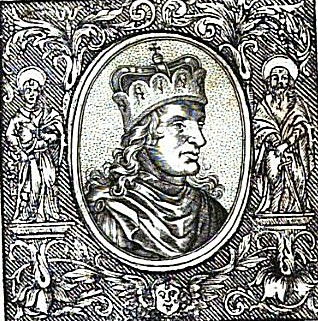
Собеслав I 1125—1140 Князь Чехии
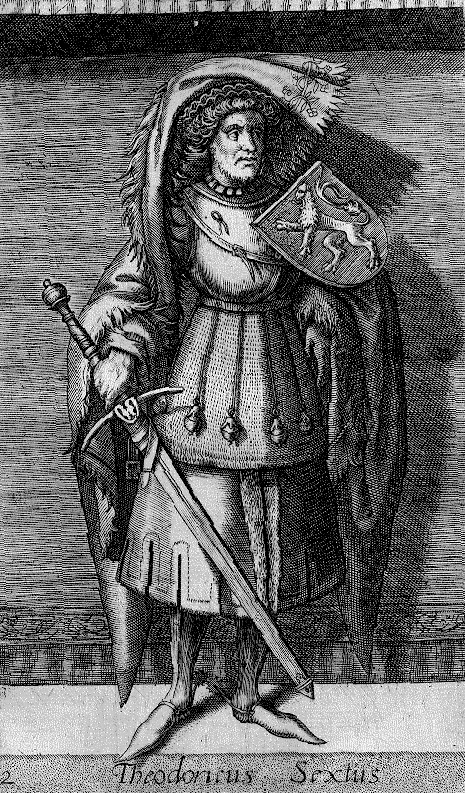
Дирк VI 1121—1157 Граф Голландии
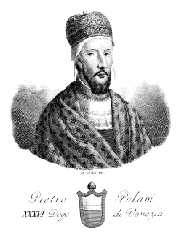
Пьетро Полани 1130—1148 Дож Венеции
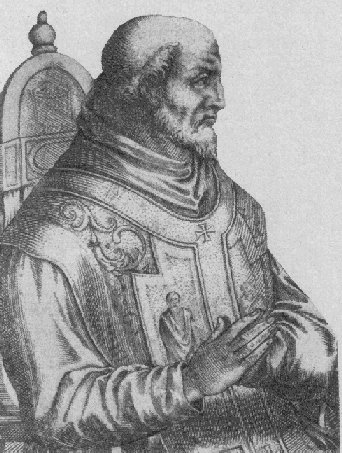
Иннокентий II 1130—1143 Папа римский